# Ranunculus gelidus
Ranunculus gelidus Kar. & Kir. – gatunek rośliny z rodziny jaskrowatych (Ranunculaceae Juss.). Występuje naturalnie w zachodnich Stanach Zjednoczonych (łącznie z Alaską), zachodniej Kanadzie, Kazachstanie oraz Chinach (północno-zachodnia część regionu autonomicznego Sinciang).

## Morfologia
PokrójBylina o lekko owłosionych pędach. Dorasta do 5–15 cm wysokości.
LiścieSą trójdzielne. Mają sercowato okrągły lub sercowato pięciokątny kształt. Mierzą 0,5–1,5 cm długości oraz 1–2,5 cm szerokości. Nasada liścia ma prawie sercowaty kształt. Ogonek liściowy jest nagi i ma 1,5–9 cm długości.
KwiatySą pojedyncze. Pojawiają się na szczytach pędów. Mają żółtą barwę. Dorastają do 15–20 mm średnicy. Mają 5 eliptycznych działek kielicha, które dorastają do 5 mm długości. Mają 7 owalnych płatków o długości 8–10 mm.
OwoceOwłosione niełupki o odwrotnie jajowatym kształcie i długości 2 mm. Tworzą owoc zbiorowy – wieloniełupkę o kulistym kształcie i dorastającą do 6 mm długości.

## Biologia i ekologia
Rośnie na łąkach. Występuje na wysokości od 2300 do 4000 m n.p.m. Kwitnie od lipca do września. Latem preferuje stanowiska w cieniu. Dobrze rośnie na wilgotnym i próchnicznym podłożu.